# Tratado de Shimonoseki

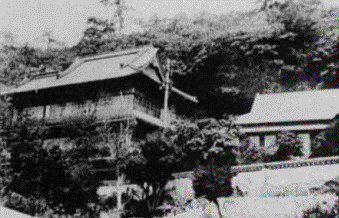
O Pavilhão de Shunpanrō, onde foi assinado o Tratado de Shimonoseki

O Tratado de Shimonoseki (em japonês: 下関条約, Shimonoseki Jōyaku; chinês tradicional: 馬關條約; chinês simplificado: 马关条约, pinyin: Mǎguān Tiáoyuē) foi um tratado de paz assinado entre a China e o Japão em 17 de Abril de 1895 e que pôs fim à Primeira Guerra Sino-japonesa.
O tratado foi assinado no Pavilhão de Shunpanrō, na localidade japonesa de Shimonoseki e marcou o final da conferência de paz entre o governo chinês da dinastia Qing e o governo do Império Japonês que havia começado a 20 de Março de 1895.
As principais consequências do tratado foram a transferência da soberania sobre a ilha de Taiwan da China para o Japão e o estabelecimento de um protectorado japonês sobre a península da Coreia, na qual a China perdia toda a sua influência. Também marca mais uma etapa de perda de soberania por parte da China, assim como o declínio definitivo da Dinastia Qing, que entraria em colapso na década seguinte, acompanhada de um longo período de divisão e ocupação estrangeira.

## Os termos do tratado
O tratado punha fim à Primeira Guerra Sino-Japonesa em favor do Japão, vencedor do confronto. Neste tratado, a China reconhecia a independência da Coreia e renunciava a qualquer reivindicação territorial sobre esse país que, na prática, ficava sob influência japonesa. A China também cedeu ao Japão a península de Liaodong - que mais tarde ver-se-ia forçado a ceder para a Rússia. O Japão também ficaria com Jinzhou, no extremo sul da província de Liaoning, bem como a ilha de Taiwan e o arquipélago das Ilhas Pescadores. Além das perdas territoriais, a China comprometia-se a pagar ao Japão 200 milhões de taeles (150 milhões de dólares dessa época) e aceitava abrir diversos portos e rios ao comércio internacional.